# VIZITORS
VIZITORS（ヴィジターズ）は、小室哲哉とジャン・ミッシェル・ジャールによる2人組の音楽ユニットである。正式には「THE VIZITORS」、旧名は「JEAN MICHEL JARRE & TETSUYA "TK" KOMURO」。

## 概要
小室とジャールは1997年12月に直接対面した。その前からお互いの音楽活動に際しての将来のビジョンを知っていたため、年齢・国民性に関係なく会った途端に意気投合した。
小室とジャールは，1998年にフランスで開催されたFIFA（国際サッカー連盟）主催1998 FIFAワールドカップの公式主題歌「TOGETHER NOW」を手掛け（JEAN MICHEL JARRE & TETSUYA "TK" KOMURO名義）、パリ祭のイベントではエッフェル塔の前で、100万人の観衆の前で「RENDEZ-VOUS '98 ELECTRONIC NIGHT」を開催した。「TOGETHER NOW」のCDにはOLIVIAが，パリ祭ステージでの「UNESCO THEME/JAPAN」にはglobeのマーク・パンサー、Kiss Destinationの吉田麻美がゲストヴォーカルとして参加した。これが縁となり小室とジャールはお互いにユニットの構想を持ちかける。
基本的なメロディはジャンが構築し、アレンジ・ビジュアル等の総合的なプロデュースを小室が担った。
2000年大晦日には、イベント「Rendez-vous in Space 2001」の開催に合わせてユニット「THE VIZITORS」を結成した。ジャールはRojam Entertainmentのアドバイザーに就任し、アルバムやワールドツアーの構想もあったが、アルバムは一時期イギリスで発売されたもののすぐ発売中止となり、ツアーも実現せずに自然消滅。

## ディスコグラフィ
JEAN MICHEL JARRE & TETSUYA "TK" KOMURO名義
- 「TOGETHER NOW」（1998年、Epic／ESCA-6954）
- 『PARIS LIVE "ELECTRONIC NIGHT"』（1998年、Sony Music Associated Records／AICT-1027） - CD・VTR形式、共にTK1998に付属。

THE VIZITORS名義
- 『RENDEZ-VOUS IN SPACE OKINAWA 010101』（2001年、COUSTEAU／0018-1） - 廃盤。